# 百華苑
有限会社百華苑（ひゃっかえん）は、京都府京都市下京区に本社を置く仏教書出版社。

## 沿革
- 1945年（昭和20年）、下京区堀川通花屋町にて創業。真宗の書物を扱う。
- 1955年（昭和30年）に、法藏館・永田文昌堂・平楽寺書店との4社で「仏書連盟」を結成して合同の出版目録を発行。

## 主な刊行物
- 『人生と仏教シリーズ』

## 所在地
京都府京都市下京区油小路通六条上る卜味金仏町